# Myiodynastes maculatus
Caça-moscas-listado ou bem-te-vi-rajado (Myiodynastes maculatus (Mül.)), conhecido popularmente também como bem-te-vi-escuro, bem-te-vi-cavaleiro e bem-te-vi-de-cabeça-rajada, é uma ave da família dos tiranídeos. Habita a Amazônia. Possui coloração pardo-escura, cauda vermelha com uma faixa central parda, asas listradas de branco e pardo e uma mancha amarela no topo da cabeça.
Essa uma espécie de ampla distribuição que ocorre do México à Bolívia e Argentina e em todas as regiões do Brasil. Porém, existem sete subespécies reconhecidas:
- Myiodynastes maculatus maculatus - ocorre na Venezuela e nas Guianas, no nordeste do Peru e na porção norte da Amazônia brasileira;
- Myiodynastes maculatus insolens  - ocorre no Golfo do México até Honduras; no inverno atinge o norte da America do Sul;
- Myiodynastes maculatus difficilis  - ocorre da Costa Rica até a Colômbia e Venezuela; também ocorre nas ilhas de Coiba e Cébaco na costa do Panamá;
- Myiodynastes maculatus nobilis - ocorre na costa caribenha do nordeste da Colômbia até o oeste da Serra de Perijá;
- Myiodynastes maculatus chapmani  - ocorre na Colômbia na região costeira do Oceano Pacifico (Chocó) até o noroeste do Peru (Piura);
- Myiodynastes maculatus tobagensis - ocorre no norte da Venezuela e Guiana; também ocorre nas ilhas de Trinidad e Tobago no Caribe;
- Myiodynastes maculatus solitarius - ocorre no sul do Peru até o Paraguai, Uruguai e região central da Argentina e no Brasil.[6]

De todas essas subespécies, apenas M.m.solitarius é conhecida por fazer migração no Brasil.

## Movimentos migratórios
Myiodynastes maculatus solitarius é uma espécie que realiza a migração austral, ou seja, reproduz-se na região sul e sudeste do Brasil e migra para passar o período de repouso reprodutivo mais ao norte. Em 2023 um artigo foi publicado revelando a rota migratória dessa espécie. Através de pequenos aparelhos que captam sinal GPS acoplados às costas das aves os pesquisadores conseguiram descobrir o caminho percorrido por elas. Esses aparelhos são do tamanho de uma moeda de 10 centavos de Real e pesam uma grama, e armazenam as informações do caminho por onde essas aves passaram.
Segundo o artigo, uma das aves saiu da cidade de São Paulo e foi para o Roraima, viajando mais de três mil quilômetros. Teve indivíduo que foi saiu de Rio Claro e foi para o Pará e outro que saiu de Marília e foi para o Mato Grosso. O que todos têm em comum, é que eles receberam o GPS e começaram a ser monitorados no estado de São Paulo na Mata Atlântica no período reprodutivo, e foram para a Amazônia no período não reprodutivo. Na Mata Atlântica eles estavam em regiões urbanizadas, enquanto na Amazônia eles estavam em regiões de mata densa.

## Habitat e alimentação
O bem-te-vi-rajado costuma nidificar em cavidades arbóreas feitas geralmente por pica-paus ou quebras de galhos, mas pode também utilizar outras cavidades, como ninhos abandonados de joão-de-barro ou cabaças. Reproduz-se em regiões do Sul e Sudeste da América do Sul e centro da Argentina, passando a maior parte do tempo pousado em poleiros nas árvores das bordas de matas secundárias, florestas de galeria ou matas de várzea, floresta semi-decídua ou áreas abertas de floresta secundária.
A espécie pode usar áreas urbanas durante o período de reprodução, sendo encontradas em áreas verdes como parques e praças que tenham pelo menos 10 hectares de área verde. Esse dado foi encontrado em dois artigos científicos que mostraram que mesmo que utilizando áreas verdes inseridas em contexto urbano, ele precisa de pelo menos esse
A alimentação da espécie é baseada em insetos, incluindo cigarras (Cicadidae), vespas e formigas voadoras, mas também come frutos pequenos que consegue manejar com o bico.

## Etimologia
Maculatus significa, em latim, "manchado". É uma referência às listras brancas e pardas em seu corpo.